# Cabixianas
Os Cabixianas foram um grupo indígena, atualmente considerado extinto, que habitava entre os rios Corumbiara e Verde, ambos no estado brasileiro de Rondônia.